# Antonio Siddi
Antonio Siddi (ur. 16 maja 1923 w Sassari, zm. 21 stycznia 1983 tamże) – włoski lekkoatleta specjalizujący się w biegach sprinterskich, brązowy medalista letnich igrzysk olimpijskich w Londynie (1948) w sztafecie 4 × 100 metrów. Sukcesy osiągał również w skoku w dal.

## Sukcesy sportowe
| Rok  | Miasto      | Zawody                                    | Konkurencja                                          | Wynik                     |
| ---- | ----------- | ----------------------------------------- | ---------------------------------------------------- | ------------------------- |
| 1948 | Londyn      | olimpiada                                 | sztafeta 4 × 100 m                                   | brązowy medal             |
| 1949 | Stambuł     | igrzyska śródziemnomorskie (nieoficjalne) | bieg na 100 m bieg na 200 m bieg na 400 m skok w dal | złoty medal               |
| 1950 | Bruksela    | mistrzostwa Europy                        | sztafeta 4 × 400 m                                   | srebrny medal             |
| 1951 | Aleksandria | igrzyska śródziemnomorskie                | bieg na 200 m sztafeta 4 × 100 m bieg na 400 m       | złoty medal srebrny medal |

## Rekordy życiowe
- bieg na 100 metrów – 10,5 – 1949
- bieg na 400 metrów – 47,2 – 1949